# Ardilleux
Ardilleux is een plaats en voormalige gemeente in het Franse departement Deux-Sèvres in de regio Nouvelle-Aquitaine en telt 149 inwoners (2004). De plaats maakt deel uit van het arrondissement Niort.

## Geschiedenis
Ardilleux is op 1 januari 2019 gefuseerd met de gemeenten Bouin, Hanc en Pioussay tot de gemeente Valdelaume. 

## Geografie
De oppervlakte van Ardilleux bedraagt 10,1 km², de bevolkingsdichtheid is 14,8 inwoners per km².
De onderstaande kaart toont de ligging van Ardilleux met de belangrijkste infrastructuur en aangrenzende gemeenten.

## Demografie
Onderstaande figuur toont het verloop van het inwonertal.
Ardilleux · Bouin · Hanc · Pioussay